# Amphoe Khlong Yai
Amphoe Khlong Yai (Thai: อำเภอคลองใหญ่) ist ein Landkreis (Amphoe – Verwaltungs-Distrikt) im Südosten der Provinz Trat. Die Provinz Trat liegt in der Ostregion von Thailand an der Grenze zu Kambodscha, wird aber verwaltungstechnisch zu Zentralthailand gezählt. 

## Geographie
Der Landkreis liegt im Südosten der Provinz. Er besteht aus einem schmalen Landstreifen entlang der Küste zum Golf von Thailand, von Kambodscha durch die Kardamom-Berge abgetrennt.
Benachbarte Distrikte (von Norden im Uhrzeigersinn): Amphoe Mueang Trat in der Provinz Trat, die Provinz Koh Kong in Kambodscha und der Golf von Thailand.

## Geschichte
In der Vergangenheit war das Gebiet Teil der Provinz Patchanta Khiri Khet (heute Koh Kong). Im Gegensatz zu anderen Teilen von Koh Kong wurde dieser Landstrich während der Regierungszeit von König Chulalongkorn (Rama V.) durch den französisch-siamesischen Vertrag an Siam gegeben im Austausch gegen Gebiete östlich des Mekong und Provinzen in west-Kambodscha wie Battambang, Siam Nakhon und Sisophon.
Im Jahr 1912 wurde Khlong Yai zunächst als „Zweigkreis“ (King Amphoe) eingerichtet, 1959 wurde er zum vollständigen Amphoe aufgewertet.

## Verwaltung

### Provinzverwaltung
Der Landkreis Khlong Yai ist in drei Tambon („Unterbezirke“ oder „Gemeinden“) eingeteilt, die sich weiter in 20 Muban („Dörfer“) unterteilen.
| Nr. | Name       | Thai    | Muban | Einw.  |
| --- | ---------- | ------- | ----- | ------ |
| 01. | Khlong Yai | คลองใหญ่ | 09    | 13.224 |
| 02. | Mai Rut    | ไม้รูด    | 06    | 04.745 |
| 03. | Hat Lek    | หาดเล็ก  | 05    | 04.906 |

### Lokalverwaltung
Es gibt zwei Kommunen mit „Kleinstadt“-Status (Thesaban Tambon) im Landkreis:
- Khlong Yai (Thai: เทศบาลตำบลคลองใหญ่) bestehend aus Teilen des Tambon Khlong Yai.
- Hat Lek (Thai: เทศบาลตำบลหาดเล็ก) bestehend aus dem kompletten Tambon Hat Lek.

Außerdem gibt es zwei „Tambon-Verwaltungsorganisationen“ (องค์การบริหารส่วนตำบล – Tambon Administrative Organizations, TAO)
- Khlong Yai (Thai: องค์การบริหารส่วนตำบลคลองใหญ่) bestehend aus Teilen des Tambon Khlong Yai.
- Mai Rut (Thai: องค์การบริหารส่วนตำบลไม้รูด) bestehend aus dem kompletten Tambon Mai Rut.